# Jean-Marie Lejeune
Jean-Marie Lejeune   (Dison, 6 d'agost de 1949) és un ex-pilot de trial belga. Durant els anys 70 va ser un dels competidors destacats del Campionat del Món de trial. A banda, va guanyar el Campionat de Bèlgica de trial els anys 1974, 1977 i 1978. Procedent d'una família afeccionada al motociclisme, el seu pare, Jean Lejeune, fou un dels pioners i impulsors del trial a Bèlgica i per extensió al continent, i el seu germà petit, Eddy Lejeune, fou Campió del Món de trial tres anys seguits.
Jean-Marie Lejeune fou qui introduí la figura del “motxiller” en l'esport del trial (el seu era Charly Demathieu, futur encarregat del sistema de classificacions del Campionat del Món). Justament el 1982, any del primer títol de son germà Eddy, Jean-Marie va decidir passar a fer-li de motxiller, tot i seguir competint.

## Palmarès
| Any          | Motocicleta   | Campionat del Món | Campionat de Bèlgica |
| ------------ | ------------- | ----------------- | -------------------- |
| 1968         | Honda         | 11è               |                      |
| 1969         | Honda/Montesa | 20è               |                      |
| 1970         | Montesa       | 20è               |                      |
| 1971         | Montesa       | 12è               |                      |
| 1972         | Montesa       | 17è               |                      |
| 1973         | Montesa       | 12è               |                      |
| 1974         | Montesa       | 13è               | 1r                   |
| 1975         | Montesa       | -                 |                      |
| 1976         | Montesa       | 9è                |                      |
| 1977         | Montesa       | 12è               | 1r                   |
| 1978         | Montesa       | 8è                | 1r                   |
| 1979         | Montesa       | 10è               |                      |
| 1980         | Montesa       | 18è               |                      |
| 1981         | Montesa       | -                 |                      |
| 1982         | Montesa       | 25è               |                      |
| 1983         | Montesa       | -                 |                      |
| 1984         | Montesa       | 23è               |                      |
| 1985         | Honda         | 26è               |                      |
| Total títols | Total títols  | 0                 | 3                    |

Notes
1. ↑  Fins al 1974 el Campionat era d'Europa, i a partir de 1975 va passar a anomenar-se Campionat del Món
2. ↑  Al total de títols s'hi compten tots els campionats estatals o internacionals guanyats